# Giorgio Carrera
Giorgio Carrera (Pavia, 25 gennaio 1955) è un ex calciatore italiano, di ruolo difensore.
È spesso chiamato in veste di opinionista in Rigorosamente Calcio, programma trasmesso da TVA Vicenza.

## Caratteristiche tecniche
Impostato inizialmente come mezzala, ricopre nel resto della carriera il ruolo di libero, interpretandolo in chiave di regista arretrato con facoltà di sganciarsi in attacco.

## Carriera

### Giocatore

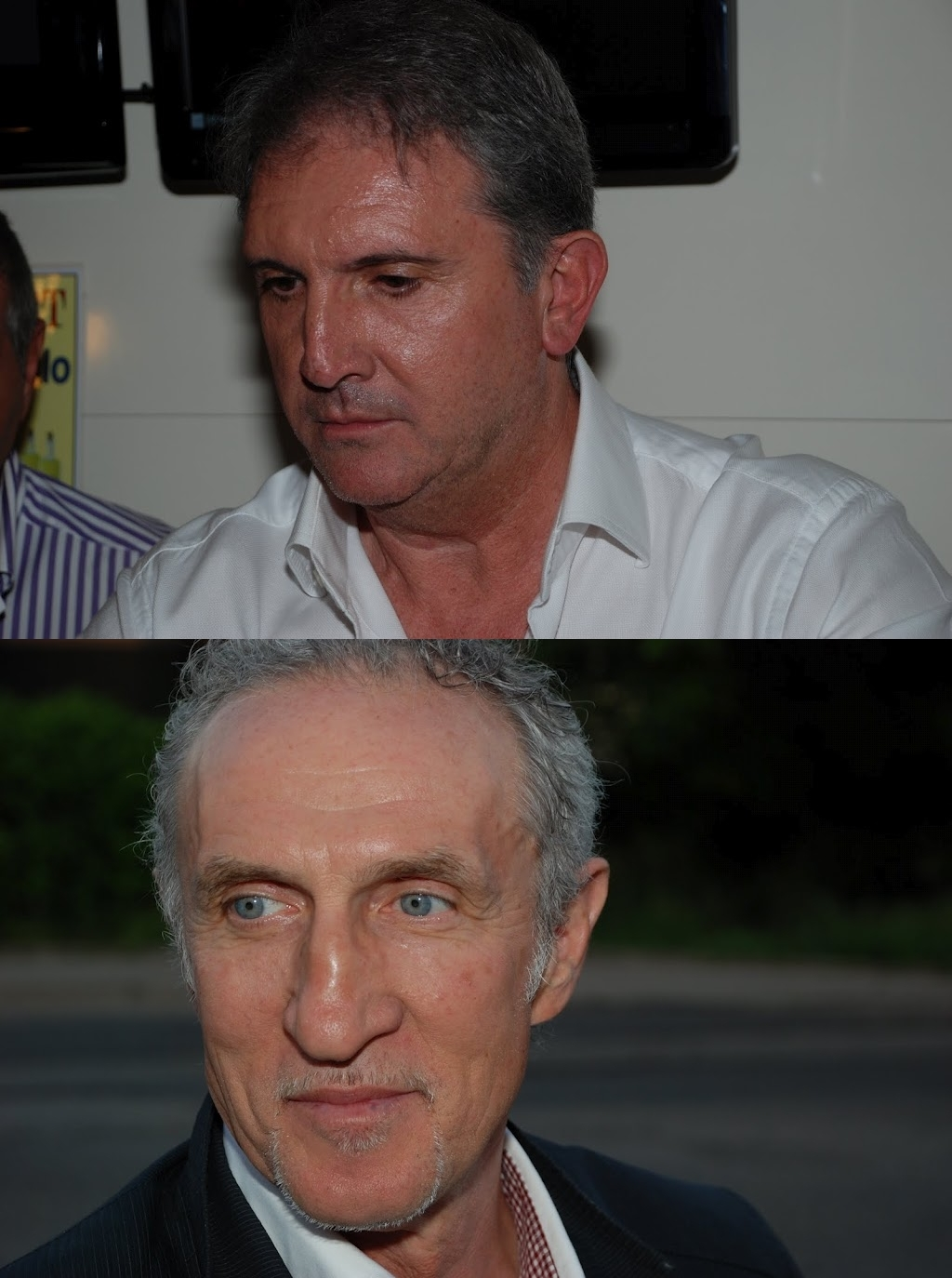
Sopra Giorgio Carrera e sotto Giuseppe Lelj, compagni del Real Vicenza nella stagione in cui arrivarono vice-campioni d'Italia.

Esordisce nel campionato di Serie D 1971-1972, con la maglia del Pavia, agli ordini di Carlo Alberto Quario; nella stagione successiva il nuovo allenatore Ernesto Villa lo trasforma definitivamente in libero. In seguito passa alla Reggiana, con cui debutta nel campionato di Serie B: rimane in granata per tre stagioni, due delle quali da titolare, pur condizionato dai primi infortuni.
Nel 1976 viene acquistato dal Lanerossi Vicenza, con cui ottiene la promozione in Serie A e il successivo secondo posto alle spalle della Juventus. Nell'estate 1978, durante il ritiro precampionato, rimane vittima di un grave infortunio, per il quale salta quasi tutta la stagione giocando solamente le ultime partite di campionato, concluso con la retrocessione. Si trasferisce poi per una stagione al Torino, dove non ha miglior fortuna: un nuovo, serio infortunio lo limita ad un'unica presenza in campionato.
Tornato per un'annata al Vicenza, dall'inizio della stagione 1981-1982 milita nel Bologna, per un'ultima annata di Serie A conclusa con la prima retrocessione dei felsinei tra i cadetti. L'anno successivo scende di categoria giocando dapprima con il Carpi nell'Interregionale e poi nelle file dell'Olbia.
Le successive tappe della sua carriera furono il Palermo in Serie C2 nella stagione 1987-1988 in cui fu il capitano della squadra che a fine anno ottenne la promozione, e la Bagnolese in Promozione e Interregionale, con cui conclude la carriera a 37 anni.

### Dirigente
Conclusa la carriera da calciatore è rimasto nel mondo del calcio come dirigente (fra l'altro si è occupato anche del settore giovanile del Vicenza).

## Palmarès
- Campionato italiano di Serie B: 1

Lanerossi Vicenza: 1976-1977
- Campionato italiano Serie C2: 1

Palermo: 1987-1988